# Gare de Saint-Étienne-Châteaucreux
Pour les articles homonymes, voir Gare de Saint-Étienne.
La gare de Saint-Étienne-Châteaucreux est une gare ferroviaire française des lignes de Moret-Veneux-les-Sablons à Lyon-Perrache et de Saint-Georges-d'Aurac à Saint-Étienne-Châteaucreux. Elle est située à Châteaucreux, quartier légèrement excentré de la commune de Saint-Étienne, préfecture du département de la Loire, en région Auvergne-Rhône-Alpes.
Elle est mise en service en 1857, par la Compagnie du chemin de fer Grand-Central de France. Au début des années 2010, c'est une gare de la Société nationale des chemins de fer français (SNCF) desservie par des TGV, qui effectuent des missions entre Paris-Gare-de-Lyon et Saint-Étienne via Lyon-Part-Dieu. C'est également une importante gare régionale du réseau TER Auvergne-Rhône-Alpes. Principale gare voyageurs de la ville et de Saint-Étienne Métropole, elle permet des correspondances avec les autres transports en commun de Saint-Étienne, que sont le tramway, les bus et les trolleybus, gérés par la Société de transports de l'agglomération stéphanoise.

## Situation ferroviaire
Établie à 513 mètres d'altitude, la gare de Saint-Étienne-Châteaucreux est située au point kilométrique (PK) 502,545 de la ligne de Moret - Veneux-les-Sablons à Lyon-Perrache, entre les gares ouvertes aux voyageurs de Saint-Étienne-La Terrasse et de Saint-Chamond (s'intercalent les gares marchandises de Saint-Étienne-Pont-de-l'Âne et de Terrenoire).
Gare de bifurcation, elle est située au PK 501,915 de la ligne de Saint-Georges-d'Aurac à Saint-Étienne-Châteaucreux, après la gare de Saint-Étienne-Carnot.

## Histoire

### Premier bâtiment en bois (1857)
Avant les années 1850, Saint-Étienne ne disposait pas de gare principale mais de plusieurs petites stations appartenant à différentes compagnies de chemin de fer. Lors de la fusion de ces compagnies et de la création de la compagnie Rhône et Loire, il fut prévu la construction d'une nouvelle gare centrale dont l'emplacement fut sujet de nombreux débats.
En janvier 1857, après une enquête publique, le lieu choisi pour la construction fut fixé au lieu-dit « Château-Creux » près de l'ancienne gare de Bérard. Le plan du bâtiment voyageurs provisoire, prévu en bois, est conçu par Pierre-Dominique Bazaine, l'ingénieur en chef de la compagnie, et dessinée par l'architecte M.. Sur un plan de U, il dispose d'un corps central encadré par deux ailes qui forment les côtés de la cour. L'entrée est protégé par une marquise et le toit à deux pentes est surmonté d'une importante horloge. La gare est ouverte au service des voyageurs le 14 décembre 1857.
Bien qu'il y ait une interdiction faite aux mines d'exploiter sous la gare, d'importants affaissements de terrain endommagent à plusieurs reprises les bâtiments. Elle connut également un incendie en juin 1859.

### Nouveau bâtiment en dur (1884)

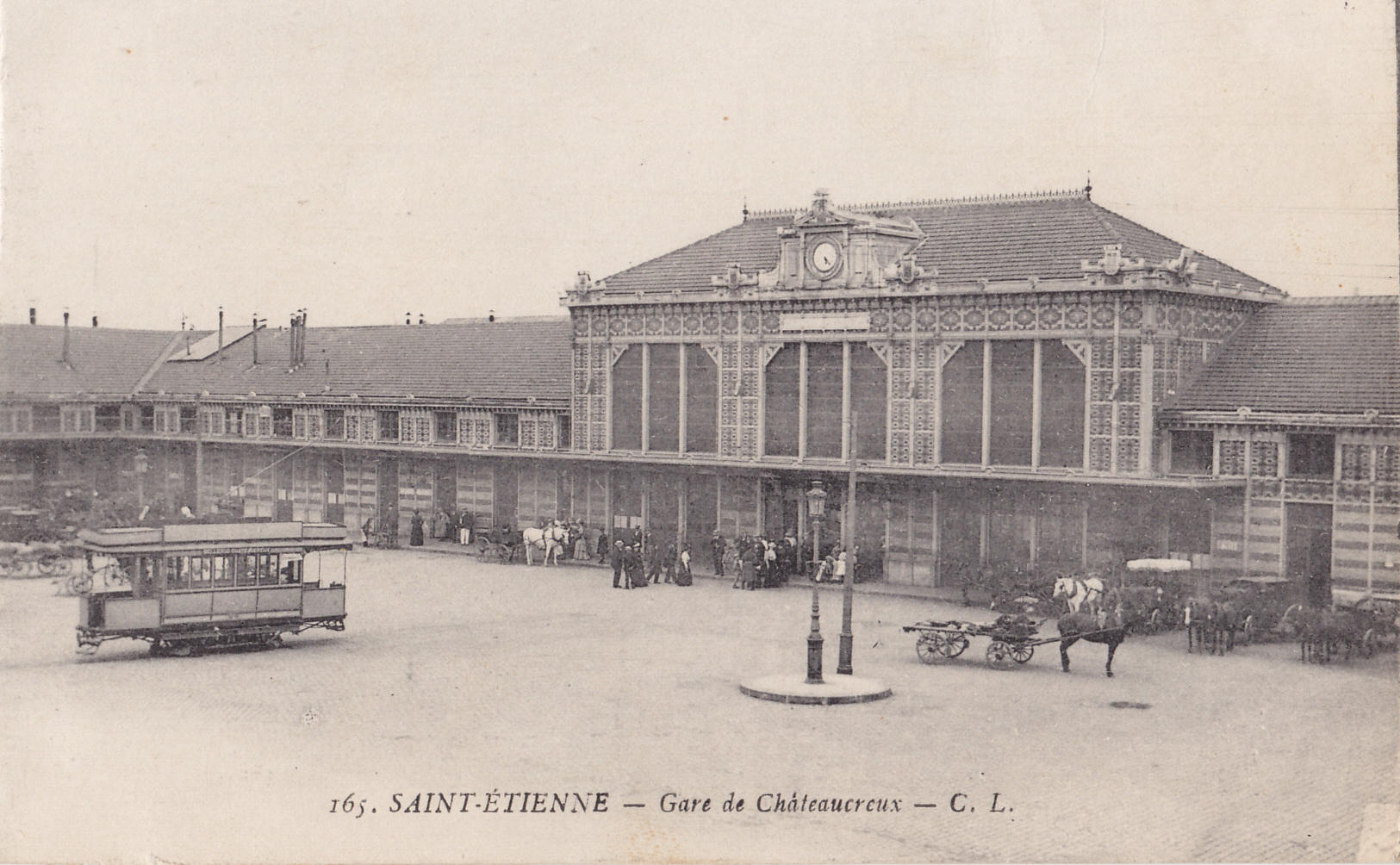
La gare, au début du XXe siècle.

Un nouvel édifice, construit cette fois en dur, fut réalisé entre 1882 et 1884, sous la maîtrise d'ouvrage de la compagnie PLM. Pour pallier les affaissements l’architecte Joseph-Antoine Bouvard mit en place un système d'armature métallique (des piliers montés sur une ceinture reposant sur les fondations) qui, grâce à un système de vérins, permettait de relever la gare lors des affaissements. Le bâtiment se compose d'une structure métallique garnie de briques polychromes d’architecture industrielle de la fin du XIXe siècle.
La gare de Châteaucreux connut un affaissement de 27 cm à la suite du bombardement allié de 1944. Jusqu'à la fin de l'activité minière, les bâtiments furent relevés en moyenne tous les deux ans. La façade fut repeinte en blanc dans les années 1950. En 1985, lors de l'arrivée du TGV, la gare fut rénovée et surtout la façade a retrouvé sa couleur originelle, rouge brique.
En 1962, le train rapide L'Aquilon, circulant sur l'axe Paris – Dijon – Lyon-Perrache a été prolongé jusqu'à Saint-Étienne. Le temps de trajet depuis Paris était de 5 heures 10 en 1964 et, en 1979, il y avait trois trains directs Paris – Saint-Étienne : le 6172 / 5827 de nuit, le 5828 / 5821 et le 5838 / 5813. L'Aquilon a été supprimé en 1981, lors de la première circulation du TGV Sud-Est sur le trajet Paris – Lyon – Saint-Étienne, avec un temps de parcours de 2 heures 45 en 1982.
Dès 2005, des rénovations sont à nouveau effectuées dans le cadre du label NF Services obtenu en 2006. Ces travaux ont abouti à une réorganisation complète de la gare : l'aile Est a été entièrement rénovée et a vu apparaître une salle d'attente voyageurs.
Depuis le 11 décembre 2005, la liaison Saint-Étienne - Firminy a été modernisée et électrifiée, avec une desserte cadencée. En 2007, un nouvel espace commercial (Nouvel Espace de Vente regroupant les départs immédiats et les autres ventes) et un nouveau hall d'accueil voyageurs ont été livrés.
La gare a fait l'objet en 2009 et 2010 de travaux concernant la construction de trois ascenseurs, afin de permettre aux personnes à mobilité réduite d'accéder aux quais. Ces travaux consistent également en la construction d'une trémie d'escalier supplémentaire entre le passage souterrain et le quai 3, afin d'améliorer les flux. Lors des travaux, les voies sont restées en exploitation, compliquant la réalisation des opérations. Celles encadrant le quai 2 ont notamment été mises sur des tabliers auxiliaires.

## Fréquentation
De 2015 à 2023, selon les estimations de la SNCF, la fréquentation annuelle de la gare s'élève aux nombres indiqués dans le tableau ci-dessous.
| Année                      | 2015      | 2016      | 2017      | 2018      | 2019      | 2020      | 2021      | 2022      | 2023      |
| -------------------------- | --------- | --------- | --------- | --------- | --------- | --------- | --------- | --------- | --------- |
| Voyageurs                  | 3 194 896 | 3 362 571 | 3 611 638 | 3 387 131 | 3 728 728 | 1 776 534 | 2 678 707 | 3 685 091 | 3 966 356 |
| Voyageurs et non voyageurs | 3 993 621 | 4 203 213 | 4 514 547 | 4 233 914 | 4 660 910 | 2 220 668 | 3 348 384 | 4 606 364 | 4 957 945 |

## Service des voyageurs

### Accueil

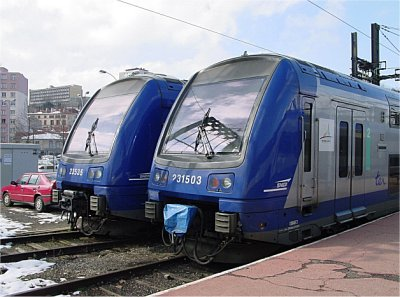
Rames TER 2N Z 23500 en gare de Saint-Étienne, sur les trains vers Lyon et Firminy.

Gare SNCF, elle dispose d'un bâtiment voyageurs avec un espace unique de vente ouvert tous les jours. Cette gare propose plusieurs services, notamment une salle d'attente, un accueil des personnes handicapées et une nurserie. Dans le hall, on trouve une boulangerie et une boutique de presse et tabac.

### Desserte
Saint-Étienne-Châteaucreux est une gare TGV avec une liaison directe avec Paris-Gare-de-Lyon via un arrêt à Lyon-Part-Dieu. Il y a quatre allers et retours quotidiens du lundi au samedi et trois le dimanche. Saint-Étienne est ainsi à 2 h 45 min de Paris.
La gare est également un pôle de correspondances entre lignes TER Auvergne-Rhône-Alpes utilisant les quatre lignes de l'étoile ferroviaire stéphanoise, dont celle vers Lyon. Cette ligne est la première ligne TER de France avec quatre millions de voyageurs par an soit 15 000 par jour ouvrable en moyenne. Le premier départ pour Lyon est à 5 h 20, le dernier à 22 h 20. La dernière liaison Lyon - Saint-Étienne arrive dans la ville à 1 h 37 du matin ; les autres destinations sont vers Bas-Monistrol et Le Puy-en-Velay, vers Clermont-Ferrand et vers Roanne.

### Intermodalité

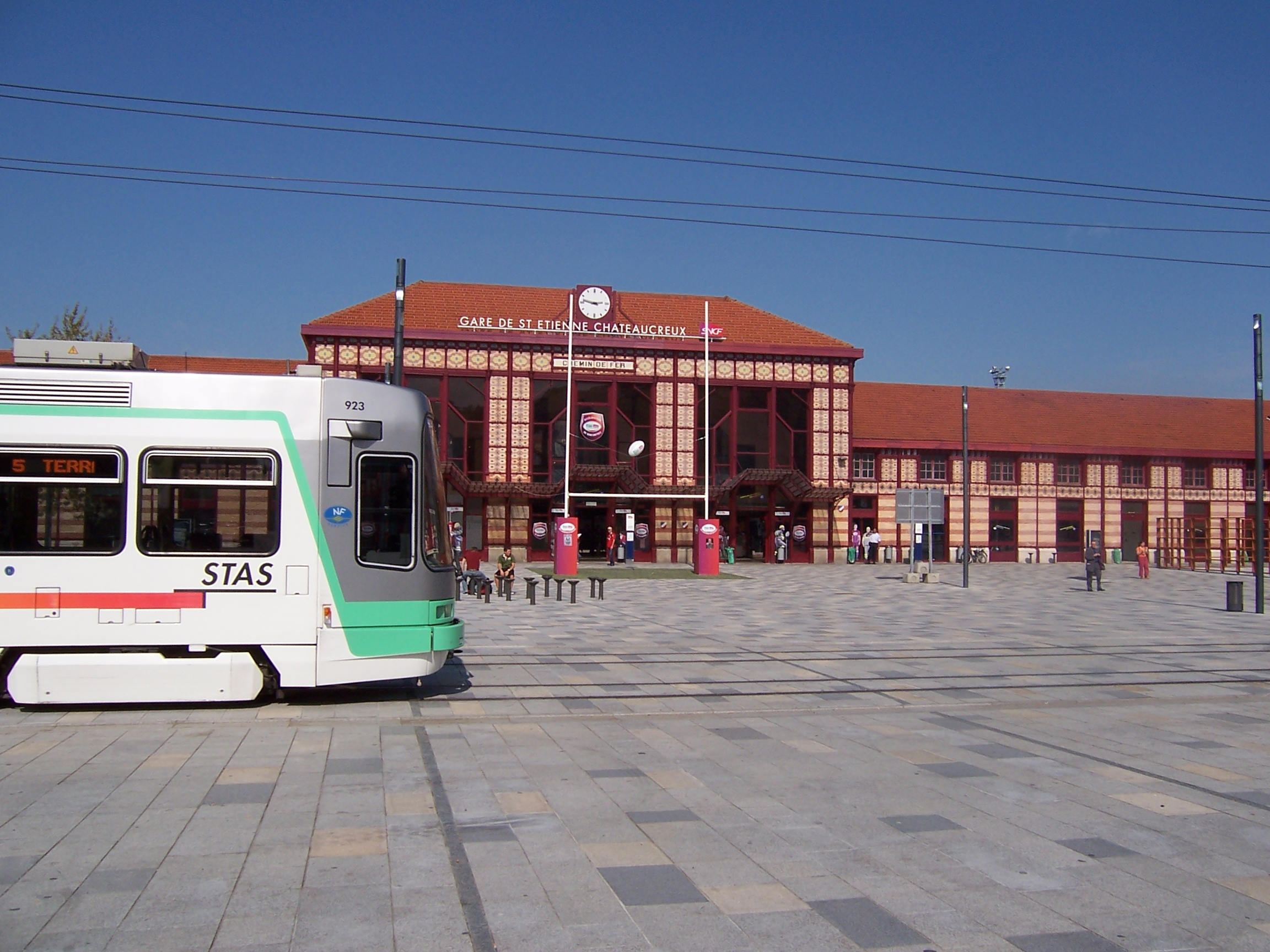
L'entrée de la gare avec le passage d'un tramway.

Un parc pour les vélos et des parkings pour les véhicules y sont aménagés. Le site de la gare de Châteaucreux est un pôle multimodal permettant des correspondances avec les lignes de tramway T2 et T3, avec les bus des lignes M4, 14, 29, 83 (également avec les lignes M3, M5, 12, 15, 16 et S3 à 3 minutes de marche, rue de la Montat à l'arrêt Châteaucreux Gare) du réseau de la STAS, avec les lignes interurbaines du réseau Cars Région Loire L11 et L13 au départ de Saint-Étienne en direction de la plaine du Forez, avec la ligne interurbaine H37 Saint-Agrève - Montfaucon-en-Velay - Saint-Étienne du réseau Cars Région Haute-Loire, la ligne X18 des Cars Région Express vers Clermont-Ferrand mais également avec des lignes FlixBus et BlaBlaCar Bus allant dans toute la France et dans d'autres pays d'Europe.

## Quartier de Châteaucreux
Le quartier de Châteaucreux est actuellement en pleine mutation, la ligne T2 et la ligne T3 du tramway desservant la gare. Ont été construits, un large parvis piétonnier (esplanade de France), le siège social du Groupe Casino en face de la gare, un parking aérien à l'ouest de celle-ci ainsi que des immeubles de bureaux depuis 2007 (cité des affaires de Châteaucreux).

## Les gares ferroviaires de l'agglomération
La gare de Châteaucreux permet des liens avec les autres gares ou haltes ferroviaires situées en ville ou sur le territoire de l'agglomération : Andrézieux, Bouthéon, Firminy, La Fouillouse, Fraisses-Unieux, La Ricamarie, Le Chambon-Feugerolles, Rive-de-Gier, Saint-Chamond, Saint-Étienne-Bellevue, Saint-Étienne-Carnot, Saint-Étienne-La Terrasse, Saint-Étienne-Le Clapier et Veauche - Saint-Galmier.

## Dépôt de Saint-Étienne
À proximité de la gare de Saint-Étienne-Châteaucreux, se trouvait l'ancien dépôt titulaire de Saint-Étienne devenu aujourd'hui un dépôt relais abritant des locomotives de passage. Ce dépôt disposait de deux rotondes et de deux plaques tournantes. Il a abrité des locomotives à vapeur du PLM et de la SNCF, puis des locomotives diesel, mais aussi des autorails.
Saint-Étienne cessera d'être un dépôt titulaire en 1967, avec comme derniers engins hébergés des X 2800, des 141 R et des BB 63500.
Le 26 juin 1961, un incendie détruisit la dernière rotonde. Elle sera reconstruite dans un style architectural plus moderne et plus sobre (ressemblant à un hangar). Cette rotonde et son pont tournant ont toutefois été démolis durant l'été 2015.